# Иоганн V (герцог Саксен-Лауэнбурга)
Иоганн V Саксен-Лауэнбургский (иногда называемый Иоганн IV; 18 июля 1439, Ратцебург — 15 августа 1507, Ратцебург) — герцог Саксен-Лауэнбурга с 1463 года до своей смерти. Сын герцога Бернхарда II и Адельгейды Померанской, дочери герцога Богуслава VIII.

## Жизнь
После пожара Иоганн V реконструировал Саксен-Лауэнбургский замок в Лауэнбурге на Эльбе, строительство которого было начато герцогом Бернхардом I в 1180–1182 годах.
В 1481 году Иоганн V выкупил эксклавную землю Саксен-Лауэнбург в Хадельне, которая была заложена в Гамбурге в качестве обеспечения кредита в 3000 рейнских гульденов с 1407 года. Иоганн V сделал своего сына и наследника, Магнуса, вице-регентом Хадельна и, наконец, регентом с 1498 года.
Ставший регентом Магнус, который в 1484 году не смог завоевать богатую землю Вюрстен, де-факто автономный район свободных фризских крестьян в болоте Северного моря в устье Везера, 24 ноября 1498 года со своим отцом и герцогом Генрихом IV Брауншвейг-Люнебургским в качестве союзников покорил Вюрстен со второй попытки. Однако 9 сентября 1499 года упреждающая атака объединённых сил Вюрстена, Бременского архиепископства, Дитмаршена, городов Бремен, Букстехуде, Гамбург и Штаде против Иоганна V и Магнуса превратила их успешную до этого кампанию в авантюру с большими потерями. К началу декабря 1499 года князь-архиепископ Бремена Иоганн Роде переманил Генриха IV на свою сторону, и Магнус лишился поддержки.
20 января 1500 года при посредничестве князя Каленберга Эриха I и Генриха IV, Роде и Магнус от имени своего отца Иоганна V заключили мир. Хадельн был возвращён Магнусу, в то время как Вюрстен принёс оммаж Роде 18 августа.

## Брак и дети
12 февраля 1464 года Иоганн V женился на Доротее Бранденбургской (1446 — март 1519), дочери Фридриха II, курфюрста Бранденбурга. Их дети:
1. Адельгейда (умерла в детстве)
2. София (ум. до 1497), ∞ 1491 Антон Шаумбургский
3. Магнус I (1 января 1470 — 1 августа 1543), герцог Саксен-Лауэнбурга
4. Бернхард (? – 1524), каноник в Кёльне и Магдебурге
5. Эрих[нем.] (1472 — 20 октября 1522), под именем Эрих II князь-епископ Хильдесхайма (1501—1503) и под именем Эрих I князь-епископ Мюнстера (1508—1522)
6. Иоганн[нем.] (1483 — 20 ноября 1547), под именем Иоганн IV князь-епископ Хильдесхайма (1503—1547)
7. Анна (1468—1504), ∞ 1490 Иоганн фон Линдоу-Руппин
8. Фридрих (? — до 1501)
9. Рудольф (? — 1503)
10. Генрих (умер в детстве)
11. Екатерина, цистерцианская монахиня в Райнбеке
12. Елизавета (1489—1541), ∞ герцог Генрих IV Брауншвейг-Грубенхагенский